# Siegel Ruandas

Das Siegel Ruandas seit 2002

Das heutige Siegel Ruandas wurde, zusammen mit einer neuen Flagge und Nationalhymne, am 1. Januar 2002 eingeführt.

## Beschreibung

Flagge Ruandas

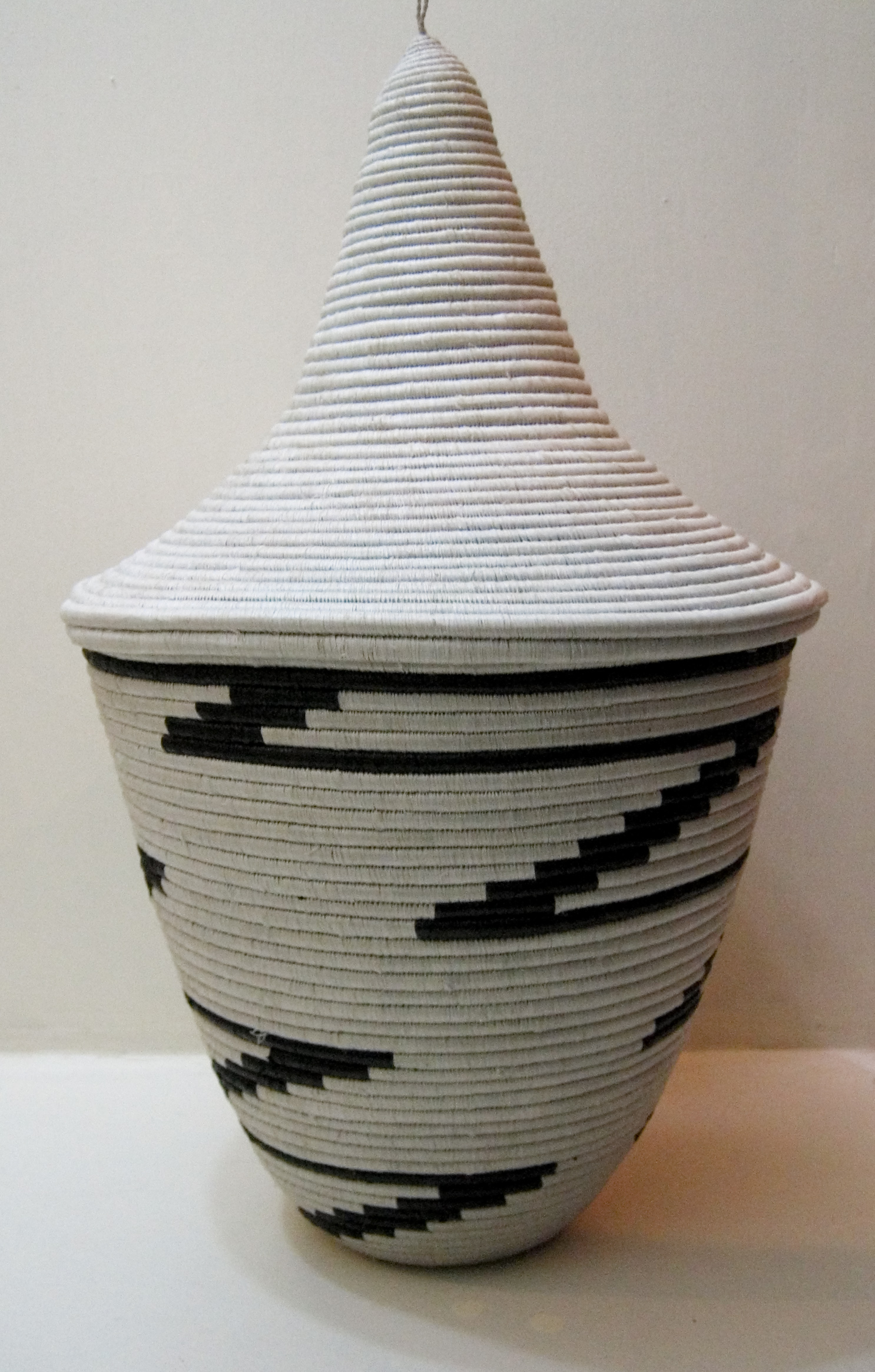
Agaseke, der traditionelle ruandische Korb mit dem spitzen Deckel, den Korbmacherinnen aus feinen Sisalfasern flechten und auch Friedenskorb genannt wird

Das Siegel zeigt einen Agaseke-Korb in der Mitte und zwei Schilde als traditionelle afrikanische Symbole, aber auch ein Zahnrad, eine Sorghum- und eine Kaffeepflanze und oben in der Mitte die Sonne, welche auch in der Flagge abgebildet ist.
Auf einem goldenen Spruchband oben steht der Landesname in Kinyarwanda – Repubulika y'u Rwanda, Republik Ruanda –, auf einem zweiten goldenen Spruchband unten das Motto:
Ubumwe, Umurimo, Gukunda Igihugu
(„Einheit, Arbeit, Patriotismus“)
Die beiden Schilde stehen für Patriotismus und die Verteidigung der nationalen Souveränität wie auch für Redlichkeit und Gerechtigkeit.
Ein grüner Ring, der das Siegel umgibt und in einem Knoten unten endet, symbolisiert die industrielle Entwicklung durch gemeinsame Anstrengungen.

## Geschichte
Das frühere Wappen hatte seit der Unabhängigkeitserlangung am 1. Juli 1962 gegolten, wurde aber wegen seiner Assoziation mit dem Genozid nicht mehr benutzt.
Es zeigte ein Wappenschild mit Hacke, Sichel, Pfeil und Bogen, dem Landesnamen und dem Landesmotto:
Liberté, Cooperation, Progrès
(„Freiheit, Zusammenarbeit, Fortschritt“)
Eine Taube oberhalb und ein Ölzweig unterhalb des Schildes standen für Frieden, die Werkzeuge standen für die Arbeit und die Waffen für Verteidigungsbereitschaft.
Im Hintergrund befanden sich zwei rot-gelb-grün gestreifte Flaggen.